# Olimpia Melinte
Olimpia Melinte (Iași, Rumania, 7 de noviembre de 1986) es una actriz rumana.

## Carrera
Olimpia Melinte nació el 7 de noviembre de 1986 en Iași,Rumania. Empezó su formación como actriz en el teatro de la Universidad Octav Bancila, donde debutó dando vida a Wendela en Spring Awakening, bajo la dirección de Nicholas Ionescu. Gracias a dicho papel, fue galardonada con un premio a la mejor actriz por parte del Teatro Nacional Olímpico en 2006.
Estudió interpretación en la Facultad de Artes George Enescu y, durante este tiempo, debutó cinematográficamente en la película Floating things de 2009 con la que consiguió dos nominaciones a los Premios Nacionales de la industria cinematográfica Rumana GOPO 2010 en las categorías «mejor actriz» y «esperanza joven».
En 2011 fue elegida entre 250 actrices para interpretar el papel de Luminita Sette en la película Seven Acts of Mercy, con la que ganó un premio a la «mejor actriz» en el Festival de Cine de Bobbio en Italia. La película recibió numerosos premios en festivales internacionales y consagró a Olimpia como una actriz versátil que habla perfectamente en cuatro idiomas.
En 2013 viajó a España para protagonizar la película Caníbal donde interpretó a las gemelas Alexandra y Nina. Gracias a esto, se hizo conocida nacionalmente en el país y fue nominada a un premio Goya a la «mejor actriz revelación».
En 2014 regresó a Rumania y protagonizó la película Selfie en la que da vida al personaje Roxana Popa.